# Liste des Kommandos de Buchenwald Dora
Dora est un Kommando de Buchenwald qui devient un camp de concentration indépendant en octobre 1944 sous le nom de ''KZ-Mittelbau''. Ces deux camps font partie des plus importants sur le territoire allemand et comptent près de 130 « Kommandos » et camps annexes. La majorité d'entre eux étant affectée directement à une usine ou un chantier afin d'exploiter au mieux la force de travail des prisonniers et déportés. Les autres sont rattachés à des Baubrigaden (brigades de construction en allemand), qui sont des unités mobiles chargées notamment de la construction des réseaux ferroviaires (Eisenbahnbaubrigade) et/ou routiers, mais également des missions de génie à risque ou nécessitant une importante main d'œuvre (déminage, dynamitage, déblaiement, fortification, etc.).
À partir de mars 1944, l'administration S.S. intensifie la déportation et ajoute de nombreux Kommandos et camps annexes pour participer à l'effort de guerre. Cependant, au cours des derniers mois de la guerre, si de nombreux petits camps provisoires sont établis, ce ne sont généralement que des étapes intermédiaires de la retraite face aux Alliés.
Les noms de code indiqués ci-dessous sont ceux attribués par le ministère de l'Armement et de la Production de guerre du Reich aux unités stratégiques de production d'armement.

## S.S. Baubrigaden
En octobre 1944, les Baubrigaden de Buchenwald sont rattachées à Dora puis, en janvier 1945, sont transférées à Sachsenhausen.

### S.S. Baubrigade I
| Noms (Nom de code) | Localité              | Date d'ouverture            | Date de fermeture         | Effectifs  | Activités Notes |
| ------------------ | --------------------- | --------------------------- | ------------------------- | ---------- | --- |
| Baubrigade I       | Ardenne Belgique      | 22 septembre 1944 transfert | décembre 1944 déplacement | 570 hommes | Installation de rampes de lancement pour V2. Transféré de Neuengamme et déplacé depuis Aurigny. Rattaché à Dora le 28 octobre 1944. Déplacé à Hohlstedt. |
| Hohlstedt          | Hohlstedt Saxe-Anhalt | décembre 1944 déplacement   | janvier 1945 transfert    | 150 hommes | – Transféré à Sachsenhausen. |

### S.S. Baubrigade III
| Noms (Nom de code)                                  | Localité                               | Date d'ouverture     | Date de fermeture      | Effectifs    | Activités Notes |
| --------------------------------------------------- | -------------------------------------- | -------------------- | ---------------------- | ------------ | --- |
| Deutz Köln Deutz Messelager Köln Bombenräumkommando | Deutz Rhénanie-du-Nord-Westphalie      | février 1942         | mai 1944 déplacement   | 1 300        | Travaux de construction et de déminage dans de nombreux endroits de la Région Rhin-Ruhr. Travaux notamment à Aix-la-Chapelle, Bensberg, Bochum, Bottrop, Cologne, Duisburg, Düsseldorf, Dortmund, Elberfeld, Essen, Gelsenkirchen, Hagen, Juliers, Krefeld, Mönchengladbach, Mühlheim am Main, Wesel, Witten. Déplacé à Wieda,Nüxei, Osterhagen et Mackenrode. |
| Deutz Köln Deutz Messelager Köln Bombenräumkommando | Deutz Rhénanie-du-Nord-Westphalie      | mai 1944             | janvier 1945 transfert | 120          | Fabrication de wagons. Avec le Kommando Köln Westwaggon. |
| Düsseldorf Dest « D'dorf' » ou « Ds' »              | Düsseldorf Rhénanie-du-Nord-Westphalie | mai 1943             | janvier 1945 transfert | 150          | Construction de réseaux routiers. Rattaché à Dora le 28 octobre 1944. Transféré à Sachsenhausen. |
| Düsseldorf Kalkum « KK » Bombenräumkommando         | Düsseldorf Rhénanie-du-Nord-Westphalie | mai 1943             | janvier 1945 transfert | 170          | Déminage et dynamitage. Transféré à Sachsenhausen |
| Düsseldorf Flingern Nord (Berta) « Be »             | Düsseldorf Rhénanie-du-Nord-Westphalie | juin 1943            | novembre 1943          | de 300 à 600 | Production d'armes pour la société Rheinmetall-Borsig AG. Transféré comme Kommando à part entière. |
| Bensberg Napola                                     | Bensberg Rhénanie-du-Nord-Westphalie   | 28 mars 1944         | janvier 1945 transfert | 40           | Reconversion et restauration du château de Bensberg pour y installer l’école d’élite Napola, sous la direction de l'OT. Rattaché à Dora le 28 octobre 1944. Transféré à Sachsenhausen |
| Wieda                                               | Wieda Basse-Saxe                       | mai 1944 déplacement | janvier 1945 transfert | 250          | Construction du Helmetalbahn avec la S.S. Baubrigade IV. Rattaché à Dora le 28 octobre 1944. Transféré à Sachsenhausen |
| Nüxei                                               | Nüxei Basse-Saxe                       | mai 1944 déplacement | janvier 1945 transfert | 300          | Construction du Helmetalbahn avec la S.S. Baubrigade IV. Rattaché à Dora le 28 octobre 1944. Transféré à Sachsenhausen |
| Osterhagen                                          | Osterhagen Basse-Saxe                  | mai 1944 déplacement | janvier 1945 transfert | 300          | Construction du Helmetalbahn avec la S.S. Baubrigade IV. Rattaché à Dora le 28 octobre 1944. Transféré à Sachsenhausen |
| Mackenrode                                          | Mackenrode Thuringe                    | mai 1944 déplacement | janvier 1945 transfert | 150          | Construction du Helmetalbahn avec la S.S. Baubrigade IV. Rattaché à Dora le 28 octobre 1944. Transféré à Sachsenhausen |

### S.S. Baubrigade IV
| Noms (Nom de code)                 | Localité                              | Date d'ouverture            | Date de fermeture      | Effectifs                             | Activités Notes |
| ---------------------------------- | ------------------------------------- | --------------------------- | ---------------------- | ------------------------------------- | --- |
| Wuppertal                          | Wuppertal Rhénanie-du-Nord-Westphalie | 1943                        | mai 1944 déplacement   | 500                                   | Travaux de construction divers. Déplacé à Ellrich.                                                                       |
| Ellrich Théâtre Ellrich Petit camp | Ellrich Thuringe                      | mai 1944 déplacement        | janvier 1945 transfert | 800                                   | Construction du Helmetalbahn avec la S.S. Baubrigade III. Rattaché à Dora le 28 octobre 1944. Transféré à Sachsenhausen. |
| Günzerode                          | Günzerode Thuringe                    | 15 juillet 1944 déplacement | janvier 1945 transfert | 850 Français, Polonais et Soviétiques | Travaux de terrassement et de construction. Effectifs provenant en partie d'Ellrich. Transféré à Sachsenhausen.          |

### S.S. Baubrigade V
| Noms (Nom de code) | Localité        | Date d'ouverture | Date de fermeture      | Effectifs  | Activités Notes |
| ------------------ | --------------- | ---------------- | ---------------------- | ---------- | --- |
| Baubrigade V       | diverses France | juillet 1944     | janvier 1945 transfert | – inconnus | Installation de rampes de V1/V2, déminage, déblaiement de villes et construction de fortifications. Rattaché à Dora le 28 octobre 1944. Transféré à Sachsenhausen. |

### S.S. Baubrigade VI
| Noms (Nom de code)    | Localité                  | Date d'ouverture | Date de fermeture      | Effectifs  | Activités Notes                                                                                              |
| --------------------- | ------------------------- | ---------------- | ---------------------- | ---------- | --- |
| Eisenbahnbaubrigade 1 | Ittlingen Bade-Wurtemberg | août 1944        | janvier 1945 transfert | – inconnus | Construction et réparation de voies ferrées. Rattachés à Dora le 28 octobre 1944. Transféré à Sachsenhausen. |

### S.S. Baubrigade VII
| Noms (Nom de code)    | Localité                  | Date d'ouverture | Date de fermeture      | Effectifs  | Activités Notes                                                                                              |
| --------------------- | ------------------------- | ---------------- | ---------------------- | ---------- | --- |
| Eisenbahnbaubrigade 2 | Ittlingen Bade-Wurtemberg | août 1944        | janvier 1945 transfert | – inconnus | Construction et réparation de voies ferrées. Rattachés à Dora le 28 octobre 1944. Transféré à Sachsenhausen. |

### S.S. Baubrigade VIII
| Noms (Nom de code)                          | Localité           | Date d'ouverture | Date de fermeture      | Effectifs | Activités Notes |
| ------------------------------------------- | ------------------ | ---------------- | ---------------------- | --------- | --- |
| Eisenbahnbaubrigade 3 Berga ou Berga-Kelbra | Kelbra Saxe-Anhalt | octobre 1944     | janvier 1945 transfert | 500       | Dynamitages, travaux de déblaiement des lieux bombardés sur les voies ferrées et autres chantiers de terrassement. Transféré à Sachsenhausen. |
| Eisenbahnbaubrigade 3 Heringen              | Heringen Thuringe  | octobre 1944     | janvier 1945 transfert | 180       | Dynamitages, travaux de déblaiement des lieux bombardés sur les voies ferrées et autres chantiers de terrassement. Transféré à Sachsenhausen. |

### S.S. Baubrigade X
| Noms (Nom de code) | Localité                 | Date d'ouverture | Date de fermeture      | Effectifs             | Activités Notes                                                                                        |
| ------------------ | ------------------------ | ---------------- | ---------------------- | --------------------- | --- |
| Baubrigade X       | diverses Allemagne nazie | novembre 1944    | janvier 1945 transfert | 450 Hongrois et Juifs | Réparations d’urgence des voies ferrées endommagées par les bombes alliées. Transféré à Sachsenhausen. |

## Kommandoset camps annexes

### A
| Noms (Nom de code)                                                 | Localité                 | Date d'ouverture        | Date de fermeture          | Effectifs                 | Activités Notes |
| ------------------------------------------------------------------ | ------------------------ | ----------------------- | -------------------------- | ------------------------- | --- |
| Allendorf bei Kirchhain Münchmüle Nobel Allendorf Fabrik Allendorf | Kirchhain Hesse          | août 1944               | 27 mars 1945 évacuation    | 1 000 femmes juives       | Fabrication de grenades et d’explosifs pour la société Nobel. Les effectifs viennent d'Auschwitz                                                                   |
| Altenburg (B)                                                      | Altenburg Thuringe       | août 1944               | avril 1945 évacuation      | 1 000 femmes 2 500 hommes | Fabrication d’armement pour la société Hugo Schneider AG (HASAG). Usines souterraines.                                                                             |
| Annaburg                                                           | Jessen Saxe-Anhalt       | janvier 1945            | 16 mars 1945               | 100                       | Transformation d'une usine de poterie en succursale de l’entreprise Siebel. Les effectifs viennent du camp de Halle-sur-Saale.                                     |
| Anton Abteroda                                                     | Abteroda Thuringe        | 6 octobre 1944          | mars-avril 1945 évacuation | 300 Juifs                 | Fabrication de pièces de moteurs d’avions pour BMW À la suite des bombardements alliés, certaines usines BMW sont transférées dans des mines abandonnées.          |
| Apolda                                                             | Apolda Thuringe          | décembre 1944           | 4 avril 1945 évacuation    | – inconnus                | Construction d'une voie ferrée. |
| Arnstadt                                                           | Arnstadt Thuringe        | janvier 1944            | avril 1945                 | 87 hommes                 | Fabrication de pièces de moteur d’avion pour la société Polte-Magdeburg.                                                                                           |
| Arolsen (Arthur)                                                   | Arolsen Hesse            | 14 novembre 1943        | mars 1945 évacuation       | 185                       | Travaux d’entretien et de service à la S.S. Führerschule (école formant les cadres d’élite de la S.S.).                                                            |
| Artern (Rebstock neu) (Nouveau cep de vigne) A-Dorf                | Artern Thuringe          | novembre 1944 transfert | 5 avril 1945 évacuation    | 250                       | Fabrication de pièces électriques de V1 pour la société Geyer. Effectifs en majorité français. Transféré du Kommando de Dernau évacué face à l’avancée des Alliés. |
| Aschersleben (Al ou Maus) (Al ou Souris) Duben (Tubes)             | Aschersleben Saxe-Anhalt | 28 juillet 1944         | avril 1945 évacuation      | 500 femmes 500 hommes     | Fabrication de moteurs d’avions pour la société Junkers Les femmes n'intègrent le Kommando qu'en janvier 1945.                                                     |

### B
| Noms (Nom de code)                                   | Localité                                  | Date d'ouverture | Date de fermeture          | Effectifs     | Activités Notes |
| ---------------------------------------------------- | ----------------------------------------- | ---------------- | -------------------------- | ------------- | --- |
| Bad Godesberg Dreesen                                | Bad Godesberg Rhénanie-du-Nord-Westphalie | 13 mai 1944      | 8 mai 1945                 | 1             | Service de l’hôtel Dreesen. Hôtel de prestige apprécié par Hitler et prison pour 135 diplomates d’Amérique centrale et du Sud et 150 officiers supérieurs français.                                                                                             |
| Bad Salzungen (Renntier puis Kalb) (Renne puis Veau) | Springen Thuringe                         | 20 janvier 1945  | 6 avril 1945               | 500 hommes    | Travaux de déblaiement pour la construction d’usines souterraines de montage d'avions et de V2 pour BMW. |
| Bad Salzungen (Renntier puis Kalb) (Renne puis Veau) | Meiningen Thuringe                        | 20 janvier 1945  | 6 avril 1945               | 600 hommes    | Travaux de déblaiement pour la construction d’usines souterraines de montage d'avions et de V2 pour BMW. |
| Ballenstedt                                          | Ballenstedt Saxe-Anhalt                   | – inconnue       | – inconnue                 | – inconnus    | Service auprès de la direction des écoles de la S.S. |
| Berga/Elster (S) ou (Schwalbe V) (Hirondelle 5)      | Berga/Elster Thuringe                     | 13 novembre 1944 | 10 avril 1945 évacuation   | 1 400         | Construction de galeries dans la montagne pour aménager des voies d’accès à une usine souterraine de la société Zeitz. |
| Berlstedt Straßenbau (Construction de routes)        | Neumark Thuringe                          | 15 novembre 1938 | 4 avril 1945 évacuation    | 200           | Construction de routes et de tout à l’égout pour la société Dest. |
| Bilroda                                              | Finne Saxe-Anhalt                         | 19 mars 1945     | 11 avril 1945              | 300 à 500     | Installation d’usines souterraines pour les sociétés Gustloff et Burggraf. À la suite des bombardements alliés sur la Gustloff de Weimar. |
| Blankenburg Klosterwerke                             | Blankenburg Saxe-Anhalt                   | 25 août 1944     | 6 avril 1945               | 500           | Élargissement des tunnels et aménagement d'infrastructures pour la production d’armes de la société Klosterwerke. Les effectifs étaient également employés par les sociétés Reinghausen, Weiss et Schreyber ainsi que sur le chantier des gares de Blankenburg. |
| Bleicherode                                          | Bleicherode Thuringe                      | octobre 1944     | mars 1945                  | 15 Italiens   | Travaux d'installation des sociétés EW et Von Braun. |
| Bochum Bochumer Vereine                              | Bochum Rhénanie-du-Nord-Westphalie        | juin à août 1944 | 21 mars 1945 évacuation    | 1 000 à 1 500 | Exploitation de la fonderie. |
| Bochum Eisen und Hüttenwerke                         | Bochum Rhénanie-du-Nord-Westphalie        | juin à août 1944 | 21 mars 1945 évacuation    | 1 000 à 1 500 | Exploitation des mines de fer. |
| Bodtenberg                                           | – Thuringe                                | –                | –                          | 100           | Divers travaux de construction pour les Waffen-SS et la Police. |
| Böhlen                                               | Böhlen Thuringe                           | 25 juillet 1944  | 28 novembre 1944 transfert | 800           | Extraction d’huile de lignite pour la société Brabag. Transféré à Flossenbürg. |
| Braunschweig SS Junkerschule                         | Brunswick Basse-Saxe                      | septembre 1941   | mai 1945                   | 20 hommes     | Travaux d’entretien à l’intérieur de l’école SS de Junkers. |
| Buttelstedt                                          | Buttelstedt Thuringe                      | mars-avril 1941  | avril 1945                 | 20 à 40       | Divers travaux de construction pour la société Schlosser, les Waffen-SS et la police de Weimar. |

### C
| Noms (Nom de code)        | Localité           | Date d'ouverture | Date de fermeture | Effectifs                  | Activités Notes                                                                                      |
| ------------------------- | ------------------ | ---------------- | ----------------- | -------------------------- | --- |
| Colditz (C) Hasag/Colditz | Colditz Saxe       | novembre 1944    | 11 avril 1945     | 300 à 450 Juifs            | Finition des Panzerfaust de la société Hugo & Alfred Schneider AG (HASAG). Et travail à la sablière. |
| Crawinkel                 | Crawinkel Thuringe | décembre 1944    | – inconnue        | 7 000 Juifs et Soviétiques | – |

### D
| Noms (Nom de code)                               | Localité                               | Date d'ouverture       | Date de fermeture                | Effectifs                       | Activités Notes |
| ------------------------------------------------ | -------------------------------------- | ---------------------- | -------------------------------- | ------------------------------- | --- |
| Dernau (Rebstock) (Cep de vigne) Gollnow Koblenz | Ahrweiler Rhénanie-Palatinat           | –                      | novembre-décembre 1944 transfert | 180                             | Aménagement de véhicules pour le transport des V2 pour la société Gollnow. Transféré au Kommando d’Artern.                                                                           |
| Dessau I                                         | Dessau Saxe-Anhalt                     | 25 juillet 1944        | 20-22 avril 1945 libération      | 50                              | Travail dans les usines d’avions des sociétés Junker & Motorwerke AG et Flugzeug Strammwerg.                                                                                         |
| Dessau II                                        | Dessau Saxe-Anhalt                     | 26 octobre 1944        | 6 avril 1945                     | –                               | Fabrication de wagons pour la DWF (Dessauer Wagon Fabrik). À la suite des bombardements alliés sur Dessau début mars 1945, les effectifs sont réaffectés au déblaiement de la ville. |
| Dornburg                                         | Gommern Saxe-Anhalt                    | 31 mars 1945           | 11 avril 1945                    | 8                               | – |
| Dortmund Hörder                                  | Dortmund Rhénanie-du-Nord-Westphalie   | octobre 1944           | mars 1945 évacuation             | 700 femmes                      | Fabrication de munitions pour la société Hörder. |
| Duderstadt Polte                                 | Duderstadt Basse-Saxe                  | 4 novembre 1944        | 5-7 avril 1945 évacuation        | 750 femmes hongroises et juives | Fabrication d'armes et de munitions pour la société Polte. |
| Düsseldorf Bilk                                  | Düsseldorf Rhénanie-du-Nord-Westphalie | –                      | avril 1945                       | –                               | Rassemblement des prisonniers pour la déportation. Gare ferroviaire. |
| Düsseldorf Derendorf                             | Düsseldorf Rhénanie-du-Nord-Westphalie | –                      | avril 1945                       | –                               | Rassemblement des prisonniers pour la déportation. Anciens abattoirs. |
| Düsseldorf Flingern Nord (Berta) « Be »          | Düsseldorf Rhénanie-du-Nord-Westphalie | janvier 1945 transfert | mars 1945                        | de 300 à 600                    | Production d'armes pour la société Rheinmetall-Borsig AG. Transféré de la S.S. Baubrigade III.                                                                                       |
| Düsseldorf Lierenfeld                            | Düsseldorf Rhénanie-du-Nord-Westphalie | –                      | avril 1945                       | – Tziganes                      | Rassemblement des prisonniers pour la déportation. |

### E
| Noms (Nom de code)                                | Localité                          | Date d'ouverture    | Date de fermeture       | Effectifs                               | Activités Notes                                                                                       |
| ------------------------------------------------- | --------------------------------- | ------------------- | ----------------------- | --------------------------------------- | --- |
| Eisenach (Emma) Em'                               | Eisenach Thuringe                 | mars 1944 transfert | 16 février 1945         | 400                                     | Montage de parties de moteurs d'avions pour BMW. Transféré de Dachau, Kommando Allach.                |
| Ellrich (Anhydrit) (Anhydrite) Ellrich Grand camp | Ellrich Thuringe                  | mars 1944           | 4 avril 1945 évacuation | de 700 à 8 200                          | Construction de l'usine souterraine de la Mittelwerke.                                                |
| Elsnig                                            | Elsnig Saxe                       | 10 octobre 1944     | 20 mars 1945 évacuation | 750 femmes juives                       | Fabrication de TNT et d’explosifs de marine pour la société WASAG. Effectifs venant de Bergen-Belsen. |
| Eschershausen (Stein) (Pierre)                    | Eschershausen Basse-Saxe          | 15 septembre 1944   | 6 avril 1945 évacuation | 600 hommes                              | Fabrication de matériel militaire. Supervisés par l'organisation Todt.                                |
| Espenfeld                                         | Arnstadt Thuringe                 | août 1944           | 4 avril 1945 évacuation | 7 000 Soviétiques, Polonais et Tchèques | Chantier de construction. Un des Kommandos les plus importants de Buchenwald après Dora.              |
| Essen I Schwarze Poth                             | Essen Rhénanie-du-Nord-Westphalie | 13 décembre 1943    | mars 1945 évacuation    | 141 hommes                              | Travaux pour le compte de la DEST.                                                                    |
| Essen II Humboldtstraße Ess'                      | Essen Rhénanie-du-Nord-Westphalie | 24 août 1944        | mars 1945 évacuation    | 500 femmes juives                       | Fabrication de cylindres et d'électrodes pour la société Friedrich Krupp AG.                          |

### F
| Noms (Nom de code) | Localité      | Date d'ouverture | Date de fermeture | Effectifs | Activités Notes |
| ------------------ | ------------- | ---------------- | ----------------- | --------- | --- |
| Flossberg Flößberg | Frohburg Saxe | 28 décembre 1944 | avril 1945        | 1 200     | Fabrication de munitions et d'armes antichar pour la société Hugo Schneider AG (HASAG). Transféré de Dachau, Kommando Allach. |

### G
| Noms (Nom de code)           | Localité                                  | Date d'ouverture | Date de fermeture      | Effectifs           | Activités Notes |
| ---------------------------- | ----------------------------------------- | ---------------- | ---------------------- | ------------------- | --- |
| Ganderscheim Bad Gandersheim | Bad Gandersheim Basse-Saxe                | 2 octobre 1944   | 4 avril 1945           | 620                 | Construction des avions Heinkel. |
| Gelsenkirchen                | Gelsenkirchen Rhénanie-du-Nord-Westphalie | 4 juillet 1944   | 15 septembre 1944      | 2 000 femmes juives | Travail dans l'usine de carburant de la société Gelsenberg Benzin AG et dans les aciéries. À la suite des bombardements alliés du 11 septembre 1944, travaux de déblaiement. Après fermeture, les effectifs sont envoyés dans les Kommandos de Sömmerda et Essen II. |
| Giessen Gerta                | Giessen Hesse                             | mars 1944        | mars 1945              | de 50 à 75          | Service de l'hôpital S.S. |
| Goslar                       | Goslar Basse-Saxe                         | 5 novembre 1940  | octobre 1944 transfert | 80 hommes           | Travaux pour la Waffen-SS, la police de Goslar et construction de l'aéroport de Goslar. Transféré à Neuengamme. |

### H
| Noms                                              | Localité                                | Date d'ouverture        | Date de fermeture       | Effectifs                                  | Activités Notes |
| ------------------------------------------------- | --------------------------------------- | ----------------------- | ----------------------- | ------------------------------------------ | --- |
| Halberstadt                                       | Halberstadt Saxe-Anhalt                 | 26 juillet 1944         | novembre 1944 transfert | 600 à 800 hommes                           | Fabrication des avions JU 88 et JU 52 pour la société Junkers. Transféré dans les tunnels et grottes au Sud d'Halberstadt pour éviter les bombardements alliés.            |
| Halberstadt (Makrele I) (Maquereau I)             | Halberstadt Saxe-Anhalt                 | novembre 1944 transfert | 8 avril 1945 évacuation | 600 à 800 hommes                           | Fabrication des avions JU 88 et JU 52 pour la société Junkers. Transféré depuis les usines d'Halberstadt dans des tunnels et grottes pour éviter les bombardements alliés. |
| Halberstadt (Makrele II) (Maquereau II)           | Halberstadt Saxe-Anhalt                 | novembre 1944 transfert | 8 avril 1945 évacuation | 600 à 800 hommes                           | Fabrication des avions JU 88 et JU 52 pour la société Junkers. Transféré depuis les usines d'Halberstadt dans des tunnels et grottes pour éviter les bombardements alliés. |
| Halle Ha'                                         | Halle Saxe-Anhalt                       | 2 août 1944             | 20 mars 1945            | 500                                        | Fabrication d'ailes et pièces pour les avions Fh 104 et JU 88. À la suite d'un bombardement allié, déblaiement de l’usine et déminage du terrain d’aviation.               |
| Hardehausen Napola                                | Hardehausen Rhénanie-du-Nord-Westphalie | septembre 1944          | avril 1945              | 40                                         | Travaux d’entretien et de nettoyage des bâtiments de l'école Napola. |
| Harzungen (Anna) Mittelbau II ou B3 Harz' ou Hans | Harzungen Thuringe                      | avril 1944              | 4 avril 1945            | 4 000 Français, Belges, Russes et Polonais | Travaux de creusement du chantier B3. |
| Harzungen Mittelbau III Harz' ou Hans             | Harzungen Thuringe                      | avril 1944              | 4 avril 1945            | 4 000 Français, Belges, Russes et Polonais | Construction de la ligne ferroviaire entre Harzungen et Niedersachswerfen, où est situé le camp.                                                                           |
| Hessisch Lichtenau Fürstenhagen                   | Hessisch Lichtenau Hesse                | 12 août 1944            | 22 mars 1945            | 3 000 femmes 4 000 hommes                  | Travail dans l’usine de produits chimiques Hessisch Lichtenau AmbH. |
| Hessisch Lichtenau Fürstenhagen                   | Fürstenhagen Hesse                      | 12 août 1944            | 22 mars 1945            | 3 000 femmes 4 000 hommes                  | Fabrication de munitions. |
| Holzen (Hecht) (Brochet)                          | Holzen Basse-Saxe                       | – inconnue              | 7 avril 1945 libération | 2 000                                      | Installation d'une usine souterraine de production d’armes sous le contrôle de l'OT. Anciennes mines d’asphalte du mont Holzen.                                            |

### IJ
| Noms               | Localité         | Date d'ouverture | Date de fermeture | Effectifs  | Activités Notes |
| ------------------ | ---------------- | ---------------- | ----------------- | ---------- | --- |
| Ilfeld             | Harztor Thuringe | janvier 1945     | mars 1945         | 80         | Travaux de terrassement et installation électrique. Pour une école des Jeunesses hitlériennes aménagée dans un très ancien cloître.                   |
| Jena Iéna Jena RAW | Iéna Thuringe    | 4 octobre 1944   | 11 avril 1945     | 900        | Travaux de réparation de locomotives et de voies ferrées pour le RAW (Reichsbahnausbesserungswerk). Atelier de maintenance de la Deutsche Reichsbahn. |
| Jena Iéna          | Iéna Thuringe    | 7 juin 1943      | 5 août 1944       | – inconnus | Diverses tâches pour la police d'Iéna. |

### K
| Noms (Nom de code)                                        | Localité                          | Date d'ouverture | Date de fermeture    | Effectifs          | Activités Notes |
| --------------------------------------------------------- | --------------------------------- | ---------------- | -------------------- | ------------------ | --- |
| Kassel                                                    | Cassel Hesse                      | janvier 1941     | décembre 1942        | 15                 | Travaux de construction pour l’entreprise Itter. Dont installation de machines-outils dans une ancienne mine de sel.                                                             |
| Kassel Druseltal                                          | Cassel Hesse                      | 5 juillet 1943   | 4 avril 1945         | 160                | Travaux de construction et de rénovation pour les officiers supérieurs de la S.S. dont le prince Josias de Waldeck-Pyrmont.                                                      |
| Kelbra                                                    | Kelbra Saxe-Anhalt                | novembre 1944    | avril 1945           | 20 à 40            | Entrepôt de produits destinés à la fabrication des fusées. |
| Kleinbodungen Bischofferode Niedergebra Klein Niedergebra | Kleinbodungen Thuringe            | 2 octobre 1944   | 4 avril 1945         | 620                | Construction, travaux de terrassement et installation du camp dans une usine de munitions désaffectée. Démontage de V2 endommagés par l’aviation alliée.                         |
| Kleinbodungen Bischofferode Niedergebra Klein Niedergebra | Ellrich Thuringe                  | mars 1944        | 9 mai 1944 transfert | 300                | Enfouissement d'unités de production aéronautique dans une ancienne mine de sel. Démontage de V2 endommagés par l’aviation alliée. Sous-Kommando. Transféré au Kommando Ellrich. |
| Kleinbodungen Bischofferode Niedergebra Klein Niedergebra | Bleicherode Thuringe              | novembre 1944    | mars 1945            | 20 hommes italiens | Constructions pour la société Ohl & Vattrodt. Sous-Kommando |
| Köln Stadt Cologne                                        | Deutz Rhénanie-du-Nord-Westphalie | août 1944        | octobre 1944         | – inconnus         | Travaux divers dans la ville de Cologne. En remplacement de la Baubrigade III.                                                                                                   |
| Köln-Niehl Fordwerke Ford                                 | Niehl Rhénanie-du-Nord-Westphalie | 10 août 1944     | 10 avril 1945        | 50                 | Travail sur les chaînes de production de l’usine de véhicules Ford. |
| Köln Westwaggon                                           | Deutz Rhénanie-du-Nord-Westphalie | septembre 1944   | mars 1945            | 50                 | Fabrication de wagons. |
| Kranichfeld                                               | Kranichfeld Thuringe              | 24 mai 1941      | 31 décembre 1942     | 50                 | Restauration du château de Kranichfeld, destiné à devenir une école d'officiers de la S.S.                                                                                       |

### L
| Noms (Nom de code)                                         | Localité                              | Date d'ouverture             | Date de fermeture        | Effectifs           | Activités Notes |
| ---------------------------------------------------------- | ------------------------------------- | ---------------------------- | ------------------------ | ------------------- | --- |
| Langensalza Bad Langensalza                                | Bad Langensalza Thuringe              | 20 octobre 1944              | avril 1945 évacuation    | 1 300               | Montage de parties d’avions Junkers pour la société Langen. |
| Langenstein (Malachit) (Maifisch) B2                       | Halberstadt Saxe-Anhalt               | 20 avril 1944                | 9 avril 1945 évacuation  | de 1 100 à 5 100    | Forage de tunnels pour une usine souterraine de la société Junkers (aviation et missiles). |
| Lauenburg                                                  | Lauenburg Pologne                     | 11 novembre 1941             | 1er avril 1942 transfert | – inconnus          | Construction et entretien de bâtiments pour une école de la S.S. Transféré au Stutthof. |
| Laura (Laura) Örtelsbruch Saalfeld                         | Lehesten Thuringe                     | 21 septembre 1943            | 13 avril 1945 évacuation | de 200 à de 1 200   | Creusement des galeries de l’usine puis production d’oxygène liquide pour l’alimentation des V2 et essais de propulsion. À la suite des bombardements alliés la base de Peenemünde en août 1943. |
| Leipzig-Schönefeld HASAG                                   | Leipzig Saxe                          | 1er septembre 1944 transfert | 13 avril 1945 évacuation | 5 000 femmes        | Production de Panzerfaust et d'obus pour la société Hugo & Alfred Schneider AG (HASAG). Transféré de Ravensbrück.                                                                                |
| Leipzig-Schönefeld HASAG                                   | Leipzig Saxe                          | 24 novembre 1944             | 19 avril 1945 évacuation | 300 hommes          | Production de Panzerfaust et d'obus pour la société Hugo & Alfred Schneider AG (HASAG). Transféré de Ravensbrück.                                                                                |
| Leipzig / Mansfeldt Engelsdorf                             | Leipzig Saxe                          | 11 mai 1944                  | 24 novembre 1944         | – inconnus          | Fabrication de machines pour la société Mansfeldt. |
| Leipzig / Markkleeberg Zwenkau                             | Leipzig Saxe                          | août 1944 transfert          | 15 avril 1945 évacuation | 1 500 femmes juives | Production de pièces d’avions pour la société Junkers. |
| Leipzig / Markkleeberg Zwenkau                             | Zwenkau Saxe                          | août 1944 transfert          | 15 avril 1945 évacuation | 50 femmes juives    | Production de pièces d’avions pour la société Junkers. |
| Leipzig / Schönau ATG                                      | Leipzig Saxe                          | 20 août 1944                 | 20 mars 1945             | 500 femmes juives   | Construction de machines et engins de transport pour la société ATG (Allgemeine Transportanlagen-Gesellschaft m.b.H.).                                                                           |
| Leipzig-Thekla (Emil ou E) N42 Erla Abtaundorf Heiterblick | Leipzig Saxe                          | 11 mars 1944 transfert       | 13 avril 1945 évacuation | 800 à 1 000         | Production de Messerschmitt Bf 109 pour la société Erla. Transféré de Sachsenhausen (Kommando Heinkel).                                                                                          |
| Leopoldshall LH Ju                                         | Staßfurt Saxe-Anhalt                  | 28 décembre 1944             | 11 avril 1945            | de 90 à 160 Juifs   | Fabrication de gouvernails d'avions pour la société Junkers. |
| Lichtenburg Schloss Lichtenburg                            | Prettin Saxe-Anhalt                   | décembre 1937 transfert      | 15 mai 1939 transfert    | de 200 à 900 femmes | – Transféré de Moringen. Transféré à Ravensbrück. |
| Lippstadt I Lippstädter Eisen und Metallwerke              | Lippstadt Rhénanie-du-Nord-Westphalie | 31 juillet 1944              | 30 mars 1945             | 750 femmes          | Travail à l'aciérie de Lippstadt (Lippstädter Eisen und Metallwerke GmbH). |
| Lippstadt II Westfalische Metall Industrie                 | Lippstadt Rhénanie-du-Nord-Westphalie | 20 novembre 1944             | 30 mars 1945             | 350 femmes juives   | Travail à l'aciérie de Lippstadt (Westfalische Metall Industrie AG). |
| Lützkendorf LD Mineralölwerk Lützkendorf                   | Braunsbedra Saxe-Anhalt               | 14 juillet 1944              | janvier 1945             | de 350 à 900        | Production de carburant, lubrifiant et huile minérale dans la raffinerie Wintershall. |

### N
| Noms                            | Localité             | Date d'ouverture  | Date de fermeture        | Effectifs | Activités Notes |
| ------------------------------- | -------------------- | ----------------- | ------------------------ | --------- | --- |
| Neu-Stassfurt (Reh) (Chevreuil) | Staßfurt Saxe-Anhalt | 13 septembre 1944 | 11 avril 1945 évacuation | 500       | Transformation d'une mine de sel en usine d'armement. À la suite des bombardements alliés sur Buchenwald. Effectifs principalement français. |

### S
| Noms               | Localité              | Date d'ouverture             | Date de fermeture       | Effectifs                     | Activités Notes                                                                                             |
| ------------------ | --------------------- | ---------------------------- | ----------------------- | ----------------------------- | --- |
| Schlieben Herzberg | Schlieben Brandebourg | 1er septembre 1944 transfert | 9 avril 1945 libération | de 200 à 1 000 femmes juives  | Fabrication d’armes anti-char pour la société Hugo & Alfred Schneider AG (HASAG). Transféré de Ravensbrück. |
| Schlieben Herzberg | Herzberg Brandebourg  | 12 août 1944                 | 9 avril 1945 libération | de 1 400 à 2 300 hommes juifs | Fabrication d’armes anti-char pour la société Hugo & Alfred Schneider AG (HASAG). Sous-Kommando.            |

### T
| Noms (Nom de code)             | Localité             | Date d'ouverture | Date de fermeture | Effectifs | Activités Notes                                                                       |
| ------------------------------ | -------------------- | ---------------- | ----------------- | --------- | ------------------------------------------------------------------------------------- |
| Tonndorf Blankenhain Bad Berka | Tonndorf Thuringe    | 2 janvier 1939   | mars 1945         | 620       | Construction des avions Heinkel.                                                      |
| Tonndorf Blankenhain Bad Berka | Blankenhain Thuringe | 17 mars 1944     | 23 mars 1944      | 18        | Travail dans une sablière de la Direction des constructions de la S.S. Sous-Kommando. |
| Tonndorf Blankenhain Bad Berka | Bad Berka Thuringe   | mars 1945        | avril 1945        | 60        | Construction d'une voie ferrée. Sous-Kommando.                                        |